# 加雲·賀迪
加雲·安祖·賀迪（英語：Gavin Andrew Hoyte，1990年6月6日—），是一名在英格蘭出生的千里達足球員，出身英超球隊阿仙奴青訓系統，司職後衛，多擔任中堅。
他是賈斯汀·賀迪的弟弟，其兄在2008年轉會米杜士堡之前，曾為阿仙奴的邊後衛。他們的母親雲迪·賀迪（Wendy Hoyte，嫁夫前名為雲迪·奇勒）是英國50米室內短跑紀錄保持者。

## 生平
加雲·賀迪於年僅9歲時已經效力阿仙奴，在阿仙奴U18和預備隊表現突出，於2006/07年球季為阿仙奴U18的隊長。2007年9月10日和球會簽訂職業合約。他亦是英格蘭U17的隊員，曾入選2007年世少盃英格蘭大軍。他在該項賽事合共替英格蘭上陣全部五場賽事，當中對戰巴西U17和德國U17正選上場，其餘三場皆後備上陣。
自2007年開始，加雲·賀迪偶爾被阿仙奴選進一隊，以填滿後備名單，坐在後備席上沒有上場；首次是2007年2月28日足總盃第五輪重賽對布力般流浪。其後在2007/08年球季五場阿仙奴的聯賽盃賽事，他被選進了名單四次，對手分別是紐卡素、錫菲聯、布力般流浪和托定咸熱刺，但四場皆沒有上陣。
賀迪在阿仙奴2008年季前熱身賽踢了兩場一隊賽事，在2008/09年球季被任命為預備隊隊長。他終在2008年9月23日聯賽盃首次為阿仙奴一隊上陣對錫菲聯，以正選右閘踢足全場90分鐘，結果阿仙奴大勝對手6-0。他在聯賽盃下兩輪對韋根和般尼亦有上陣，他亦在2008年11月22日英超對曼城一戰首次上陣，在該仗他於60分鐘入替艾朗·藍斯。
2008年12月賀迪和阿仙奴簽下長約。2008年12月31日他被外借至英冠球隊屈福特，直至2008/09球季完結，期間分別在聯賽及英格蘭足總盃上陣7場及3場。2009年10月9日被外借到英甲球會白禮頓1個月，11月7日在英格蘭足總盃對時被罰一面紅牌，需停賽3場，而他的借用期獲延長到2010年1月。借用期滿後他仍然留隊訓練，最終白禮頓成功獲阿仙奴應允延長借用直至球季結束，期間合共為白禮頓在聯賽及盃賽上陣21場。
2010/11年球季賀迪繼續在阿仙奴預備隊上陣，於2010年10月29日被外借到英乙球會林肯城1個月，期間上陣5場聯賽及1場足總盃，獲延長借用至翌年1月29日。2011年1月8日在英格蘭足總盃第二圈重賽對賽事初段傷出，因腿後腱受傷一度返回阿仙奴治理，傷癒後於1月31日重返林肯城，並獲延長借用至球季結束。2011年2月19日主場對車士打菲特開賽僅12分鐘便因傷退下火線，賽後證實膝蓋十字韌帶和膝內側副韌同告撕裂，需要接受手術治理，預計將要缺陣6個月。

## 外部連結
- 足球数据库：加雲·賀迪的球员统计数据